# Arora Akanksha

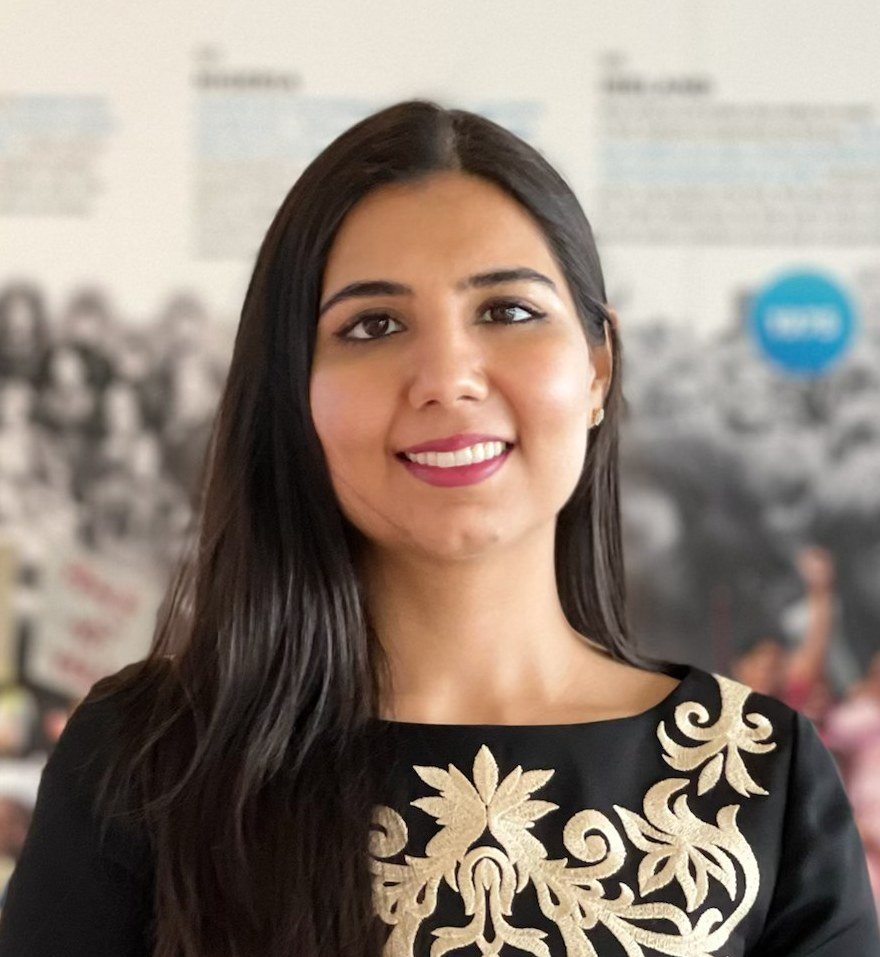
Arora Akanksha

Arora Akanksha (* 31. Juli 1986 in Haryana) ist eine indisch-kanadische Auditorin und Prüfungskoordinatorin für das Entwicklungsprogramm der Vereinten Nationen. Im Februar 2021 kündigte sie an, dass sie bei der Wahl zur Führung der Vereinten Nationen im Jahr 2021 den amtierenden Generalsekretär António Guterres herausfordern wolle. Sie wurde jedoch nie von einem Mitgliedstaat nominiert, sodass ihre Kandidatur vom Sicherheitsrat der Vereinten Nationen nie in Betracht gezogen wurde.

## Hintergrund
Akankshas Großeltern kamen nach der Teilung Indiens 1947 als Flüchtlinge aus Pakistan nach Indien. Sie wurde im indischen Bundesstaat Haryana geboren und zog im Alter von sechs Jahren nach Saudi-Arabien. Die Familie lebte dort in Chamis Muschait. Akankshas Vater war als Mikrobiologe tätig, ihre Mutter arbeitete Gynäkologin. Vom 9. bis zum 18. Lebensjahr besuchte Akanksha ein Internat in Indien. Zuvor wurde sie von ihren Eltern zuhause unterrichtet, weil diese sich eine Mädchenschule nicht leisten konnten.

## Karriere
Arora studierte Verwaltungswissenschaft an der York University. Nach ihrem Abschluss arbeitete sie als Auditorin bei PricewaterhouseCoopers Canada. Im Dezember 2016 wechselte sie zu den Vereinten Nationen. Während sie bei den Vereinten Nationen arbeitete, studierte sie öffentliche Verwaltung an der Columbia University.
Am 17. Februar 2021 erklärte Arora ihre Absicht, für das Amt des Generalsekretärs der Vereinten Nationen zu kandidieren, mit den Worten: „We are not living up to our purpose or our promise. We are failing those we are here to serve.“ Sie ist der Ansicht, dass die Vereinten Nationen „verschwenderisch“ und „paternalistisch“ sind und dass die Organisation ihren Auftrag nicht erfülle. Sie beurlaubte sich von ihrer Arbeit als UN-Prüfungskoordinatorin, um an der Kampagne zu arbeiten, die sie als eine „David-und-Goliath-Geschichte“ beschreibt. Der ehemalige UN-Beamte Edward Mortimer sagte über ihre Kandidatur, dass er sicher sei, dass sie keine Chance habe, und er ebenso sicher sei, dass sie das wisse, aber dass ihre Kampagne eine Möglichkeit sei, ihre Unzufriedenheit mit der Arbeitsweise der UN zu zeigen. Die ehemalige UN-Hochkommissarin für Menschenrechte Mary Robinson gab an, dass sie viele von Aroras Bedenken teile.
Um für die Wahl in Frage zu kommen, musste Arora von mindestens einem Mitgliedstaat nominiert werden. Sie wandte sich an alle 193 UN-Mitgliedsstaaten und erhielt nur von zehn eine Antwort. Sie fasst diese Antworten mit den Worten zusammen, dass diese Länder Angst davor hätten, sie zu nominieren, weil sie mit Vergeltungsmaßnahmen von Mitgliedern des Sicherheitsrats und der Europäischen Union rechnen mussten. Arora traf sich am 15. März 2021 mit dem ständigen Vertreter ihres Heimatlandes bei den Vereinten Nationen, Bob Rae, erhielt aber keine Antwort.
Amtsinhaber António Guterres wurde im Juni 2021 per Akklamation für eine zweite Amtszeit an der Spitze der Vereinten Nationen wiedergewählt.